# Gustavo Caballero
Gustavo Rubén Caballero González (San Lorenzo, 21 settembre 2001) è un calciatore paraguaiano, attaccante del Nacional.

## Carriera

### Club
Caballero ha iniziato la sua carriera calcistica nel 2019 con il Dep. Capiatá, con cui ha debuttato in División Profesional il 12 luglio nell'incontro vinto 1-0 contro lo Sp. Luqueño. Nel gennaio del 2022 è passato allo Sportivo Ameliano e sei mesi dopo si è trasferito al Nacional. Utilizzato principalmente come subentrante, nel luglio del 2023 è tornato in prestito allo Sportivo Ameliano fino a dicembre.
Il 25 luglio 2025 firma un contratto con il Santos in Brasile

### Nazionale
Ha giocato nella nazionale paraguaiana Under-23.
Il 24 luglio 2024 è stato convocato dalla nazionale olimpica paraguaiana per partecipare ai Giochi della XXXIII Olimpiade in sostituzione dell'infortunato Diego González.

## Statistiche

### Presenze e reti nei club
Statistiche aggiornate al 19 luglio 2024.
| Stagione        | Squadra           | Campionato      | Campionato | Campionato | Coppe nazionali | Coppe nazionali | Coppe nazionali | Coppe continentali | Coppe continentali | Coppe continentali | Altre coppe | Altre coppe | Altre coppe | Totale | Totale | Totale |
| Stagione        | Squadra           | Comp            | Pres       | Reti       | Comp            | Pres            | Reti            | Comp               | Pres               | Reti               | Comp        | Pres        | Reti        | Pres   | Reti   |        |
| --------------- | ----------------- | --------------- | ---------- | ---------- | --------------- | --------------- | --------------- | ------------------ | ------------------ | ------------------ | ----------- | ----------- | ----------- | ------ | ------ | ------ |
| 2019            | Dep. Capiatá      | PD              | 7          | 0          | CP              | 0               | 0               |                    | -                  | -                  |             | -           | -           | 7      | 0      |        |
| 2022            | Sportivo Ameliano | PD              | 12         | 2          | CP              | 0               | 0               |                    | -                  | -                  |             | -           | -           | 12     | 2      |        |
| 2022            | Nacional          | PD              | 18         | 3          | CP              | 0               | 0               |                    | -                  | -                  |             | -           | -           | 18     | 3      |        |
| 2023            | Nacional          | PD              | 15         | 1          | CP              | 0               | 0               | CL                 | 4                  | 1                  |             | -           | -           | 19     | 2      |        |
| 2023            | Sportivo Ameliano | PD              | 8          | 0          | CP              | 1               | 0               | CS                 | 0                  | 0                  |             | -           | -           | 9      | 0      |        |
| 2024            | Nacional          | PD              | 18         | 1          | CP              | 0               | 0               | CL+CS              | 5+6                | 0+1                |             | -           | -           | 29     | 2      |        |
| Totale carriera | Totale carriera   | Totale carriera | 78         | 7          |                 | 1               | 0               |                    | 15                 | 2                  |             | -           | -           | 94     | 9      |        |